# BENA
BENA（株式会社ベナ）は、建築模型の製作会社である。日本大手の建築模型会社であり、数多くの有名物件を手がけている。

## 事業内容
- 建築模型（高層ビル、マンション、再開発、公共施設、競技場、スタディ、戸建、室内、地形、ジオラマ、構造、機器）の製作。
- 模型工具の開発、販売。